# 1425 en santé et médecine
| Années de la santé et de la médecine : 1422 - 1423 - 1424 - 1425 - 1426 - 1427 - 1428    |
| Décennies de la santé et de la médecine : 1390 - 1400 - 1410 - 1420 - 1430 - 1440 - 1450 |

Cet article présente les faits marquants de l'année 1425 en santé et médecine.

## Événements
- 9 décembre : fondation, par le pape Martin V sous l'autorité de Jean IV, duc de Brabant, de l'université de Louvain dont la faculté de médecine est créée dès l'origine et ouvrira ses portes l'année 1426 suivante[1].
- Construction d'une infirmerie à l'ancien Ospedale del Salvatore du Latran en Italie[2].
- Fondation à Saragosse, par Alphonse le Magnanime, de l'hôpital royal et général de Notre-Dame-de-Grâce (Hospital Real y General de Nuestra Señora de Gracia), voué à recevoir « les enfants trouvés et les malades de toutes sortes, y compris les malades mentaux, non seulement d'Aragon, mais des royaumes voisins et même de plus loin[3] ».
- Fondation de l'Ospedale di Santa Maria Maggiore à Acqui Terme, en Piémont, par le jurisconsulte Giacomo Marenco[4].

## Naissance
- Marc de Montegallo (mort en 1496), moine franciscain italien, fondateur du mont de piété de Vicence (en), béatifié par l'Église catholique ; ayant étudié la médecine à Pérouse et Bologne selon une source hagiographique, en tout cas enregistré comme médecin par le conseil de ville d'Ascoli Piceno, et auteur d'une Tabula della salute dont les deux derniers chapitres traitent de médecine[5].

## Décès
- 12 mai : Jean Voignan (né à une date inconnue), professeur de médecine à Paris, médecin des ducs de Bourgogne Philippe le Hardi et Jean sans Peur, puis Premier médecin du roi Charles VI[6].
- 10 octobre : Ugolino da Montecatini (né en 1345 ou 1346), médecin italien, professeur à Florence, praticien à Pesaro, Lucques et Pérouse, auteur du Tractatus de balneis (1419-1420), important traité d'hydrothérapie thermale[7].
- Cristofano di Giorgio (né à une date inconnue), chirurgien de Florence, employé à la fois par l'hôpital de Messer Bonifazio et par celui de San Paolo[8].
- Dreux Decani (né à une date inconnue), professeur de médecine à Paris de 1400 à sa mort, doyen de la faculté deux années successives, de 1404 à 1406[9].
- Zhou Dingwang (né en 1382), éditeur en 1406 en Chine du Jiuhuang Bencao (en), premier ouvrage de botanique illustré, principalement consacré aux plantes utiles comme aliments de famine[10].